# Båtskärsnäs
Båtskärsnäs (meänkieli: Paaskeri) är en småort (före 2023 tätort) i Kalix kommun.
Byn, som tillkommit med anledning av ett nu nedlagt sågverk, ligger 22 kilometer från Kalix och 7 kilometer från E4 mot Haparanda, belägen i skärgården mellan utloppen för Kalix älv och Sangis älv.
Byn är under hösten ett av flera centra för löjfiske och beredning av Kalixlöjrom. Skärgården utanför Båtskärsnäs är ett bra område för fiske av gädda och abborre. I skärgårdens yttre områden finns även god tillgång av arter som sik, havsöring och lax.
Musikgruppen Thores Trio levde och var verksamma i Båtskärsnäs. Trion Baskery har tagit sitt namn från Båtskärsnäs. 

## Om orten
Här finns Frevisörens camping med restraurang, en marina (Norrkust Marina) och en småbåtshamn. Från Axelsvik går det isbrytarturer med båten Polar Explorer  och det går även båtturer ut till ön Malören.

## Historia
Förr i tiden fanns det skola, livsmedelaffär och sågverk i byn. Haparandakajen kallades kajen där ångbåtarna la till förr i tiden som trafikerade längs med kusten.

## Båtskärsnäs Folkets hus
Byn har ett eget Folkets hus, som funnits från början på 1900-talet, och som är aktivt än idag (2020-talet) och hyr ut lokalen till privatpersoner och föreningar.

## Befolkningsutveckling
| Befolkningsutvecklingen i Båtskärsnäs 1950–2020         | Befolkningsutvecklingen i Båtskärsnäs 1950–2020 | Befolkningsutvecklingen i Båtskärsnäs 1950–2020 | Befolkningsutvecklingen i Båtskärsnäs 1950–2020 | Befolkningsutvecklingen i Båtskärsnäs 1950–2020 |
| ------------------------------------------------------- | ----------------------------------------------- | ----------------------------------------------- | ----------------------------------------------- | ----------------------------------------------- |
|                                                         |                                                 |                                                 |                                                 |                                                 |
| År                                                      |                                                 |                                                 | Folkmängd                                       | Areal (ha)                                      |
| 1950                                                    | 1950                                            |                                                 | 820                                             | ##                                              |
| 1960                                                    | 1960                                            |                                                 | 685                                             |                                                 |
| 1965                                                    | 1965                                            |                                                 | 567                                             |                                                 |
| 1970                                                    | 1970                                            |                                                 | 478                                             |                                                 |
| 1975                                                    | 1975                                            |                                                 | 420                                             |                                                 |
| 1980                                                    | 1980                                            |                                                 | 434                                             |                                                 |
| 1990                                                    | 1990                                            |                                                 | 469                                             | 96                                              |
| 1995                                                    | 1995                                            |                                                 | 429                                             | 96                                              |
| 2000                                                    | 2000                                            |                                                 | 417                                             | 96                                              |
| 2005                                                    | 2005                                            |                                                 | 340                                             | 96                                              |
| 2010                                                    | 2010                                            |                                                 | 296                                             | 96                                              |
| 2015                                                    | 2015                                            |                                                 | 227                                             | 66                                              |
| 2020                                                    | 2020                                            |                                                 | 208                                             | 65                                              |
| Anm.: ## Som tätort/befolkningsagglomeration 1920–1950. |                                                 |                                                 |                                                 |                                                 |